# Mamertinus börtöne
Mamertinus börtöne ókori föld alatti börtön volt Rómában. A mai Clivo Argentario 1. szám alatt húzódik, a császári fórumok körzetében. Tullianumként is elterjedt a neve. A hagyomány szerint itt raboskodott Szent Pál és Szent Péter.
A börtön egy templom alatt fekszik, a San Giuseppe dei Falegnami nevű 16. századi keresztény imaház épületéből lehet lejutni a hideg helyiségegyüttesbe. Eredetileg a szennyvízcsatornával, a Cloaca Maximával volt kapcsolatban, de később egy használaton kívüli ciszternába építették be. Alsó celláiban zajlottak a kivégzések, és a tetemeket azonnal a csatorna vize nyelte el.
Nevezetessége, hogy a hagyomány szerint itt raboskodott Szent Pál és Szent Péter. Péter apostol cellájában vizet fakasztott, és ezzel a szent vízzel keresztelte meg két őrét.
Itt végezték ki Julius Caesar ellenségét, Vercingetorix gall hadvezért i. e. 52-ben.  Ugyancsak itt lelték halálukat Publius Cornelius Lentulus Sura és Gaius Cornelius Cethegus, Lucius Sergius Catilina társai, akiket Cicero maga kísért be a börtönbe.

## Külső hivatkozások
- Catholic Encyclopedia